# 叶绿素

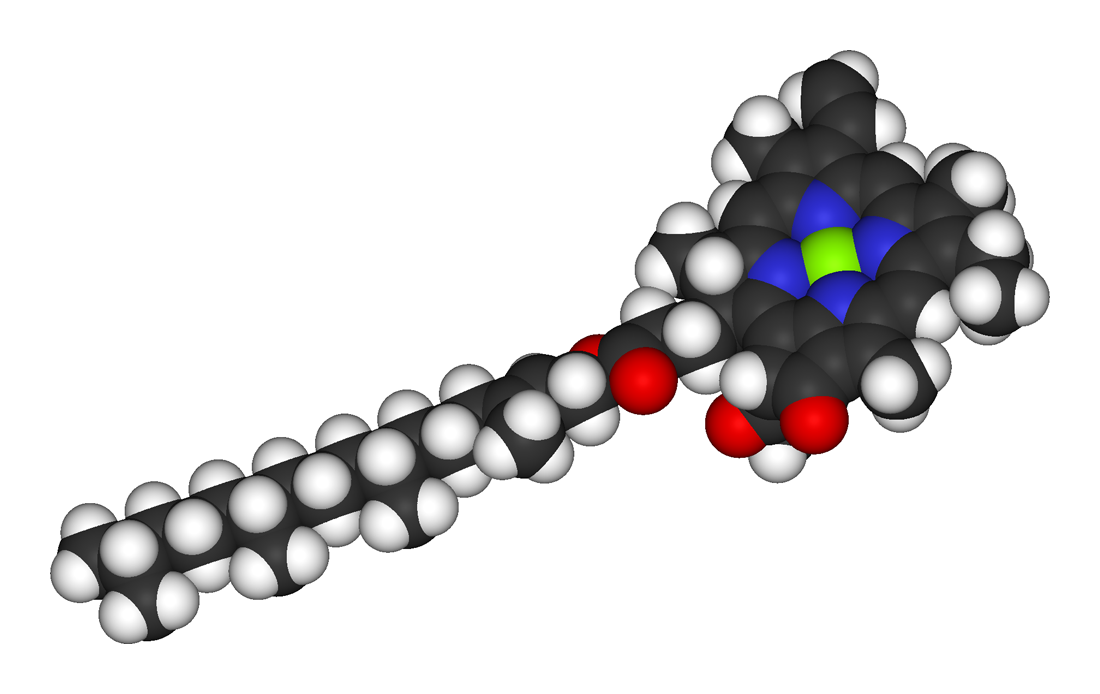
空間填充模型的葉綠素分子。

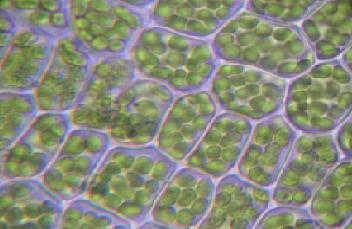
叶绿素存在于植物细胞的叶绿体中（图中紫色部分为细胞壁，绿色部分为叶绿体）。

叶绿素（Chlorophyll）是普遍存在具光合作用能力生物中，主要反射綠光的光合色素的合稱，並可依照其吸收波段被分為葉綠素a, b, c及d。
光合作用的第一步是光能被叶绿素吸收并将叶绿素离子化。产生的化学能被暂时储存在三磷酸腺苷(ATP)中，并最终将二氧化碳和水转化为氧氣和碳水化合物。叶绿素a和叶绿素b的吸收光谱较为接近，两者在堇紫光（430~480nm）和红光区（640~660nm）都有一吸收高峰，叶绿素ab对绿光的吸收很少，所以呈绿色。
并非只有叶子才有叶绿素，叶柄的薄壁细胞都有叶绿素的存在。就是在一片叶子之中，也并非只有叶肉细胞有叶绿素，维管束鞘和保衛細胞都有叶绿素。当秋天渐渐来临，日照时间和空气适度都逐渐变少时， 一层在叶柄和树的木质部的细胞就慢慢形成了(形成層:在韌皮部與木質部間)。这层细胞妨碍了水和养料的输送，因此光合作用减产了，没有了叶绿素的叶子在短时间内就变成其他颜色了。

## 化学结构
葉綠素是二氫卟吩色素，結構上和卟啉色素例如血紅素（常見者，中心有一鐵原子）類似。在二氫卟吩環的中央有一個鎂原子。葉綠素有多個側鏈，通常包括一個長的植基。以下是自然界中可以找到的幾種葉綠素：
|            | 叶绿素a           | 叶绿素b                | 叶绿素c1     | 叶绿素c2     | 叶绿素d           | 叶绿素f           |
| 分子式     | C55H72O5N4Mg      | C55H70O6N4Mg           | C35H30O5N4Mg | C35H28O5N4Mg | C54H70O6N4Mg      | C55H70O6N4Mg      |
| C2 团      | -CH3              | -CH3                   | -CH3         | -CH3         | -CH3              | -CHO              |
| C3 团      | -CH=CH2           | -CH=CH2                | -CH=CH2      | -CH=CH2      | -CHO              | -CH=CH2           |
| C7 团      | -CH3              | -CHO                   | -CH3         | -CH3         | -CH3              | -CH3              |
| C8 团      | -CH2CH3           | -CH2CH3                | -CH2CH3      | -CH=CH2      | -CH2CH3           | -CH2CH3           |
| C17 团     | -CH2CH2COO-Phytyl | -CH2CH2COO-Phytyl      | -CH=CHCOOH   | -CH=CHCOOH   | -CH2CH2COO-Phytyl | -CH2CH2COO-Phytyl |
| C17-C18 键 | 单键              | 单键                   | 双键         | 双键         | 单键              | 单键              |
| 存在       | 普遍存在          | 陆生植物与绿藻、轮藻等 | 多种藻类     | 多种藻类     | 一些红藻          | 某些蓝藻          |

|  |  |  |
|  |  |  |

|  |  |

## 叶绿素和光合作用
紫罗兰叶片的绿色区域包含叶绿素而白色区域无叶绿素存在。将一片脱去淀粉的紫罗兰叶片放在阳光下数小时之后用碘试剂检测，可以发现只有叶片上绿色的区域变色而白色区域没有，也就是说只有绿色区域有淀粉存在。这显示了光合作用在缺乏叶绿素的情况下无法进行，叶绿素存在是光合作用的必要条件。葉綠素 a 為主要進行光反應的色素，故又稱主色素，其餘色素則可吸收光能傳遞給葉綠素 a 進行光反應，故葉綠素 b、類胡蘿蔔素及葉黃素等色素又稱輔助色素。

## 历史
叶绿素最早是由约瑟夫·比埃纳姆·卡文图和皮埃尔·约瑟夫·佩尔蒂埃于1817年分离并命名的。1906年，叶绿素中镁的存在被发现，这是该元素在活组织中的首次检测。
在德国化学家理查德·威尔施塔特于1905年至1915年完成初步工作后，汉斯·费舍尔于1940年阐明了叶绿素a的一般结构。到1960年，当叶绿素a的大部分立体化学结构已知时，罗伯特·伯恩斯·伍德沃德发表了该分子的全合成。1967年，伊恩·弗莱明完成了最后剩下的立体化学阐明，1990年，伍德沃德和合著者发表了更新的合成。2010年，叶绿素f被宣布存在于蓝藻和其他形成叠层石的产氧微生物中。

## 外部連結
- 中國大百科智慧藏-叶绿素：劉鑄晉　陸仁榮 著[永久]，楊善元 著[永久]